# Pancéřový závit
Název je odvozen z názvu německé normy Stahlpanzerrohrgewinde, běžně zkracované jako Panzergewinde. Jedná se o šroubový závit vytvořený v Německu a následně používaný v dalších německy hovořících zemích (Německo, Švýcarsko, Rakousko) a s nimi sousedících evropských státech. Používá se ke spojování kabelových vývodek s ochrannými trubkami v elektroinstalaci, rozváděči a přístrojovými skříňkami.

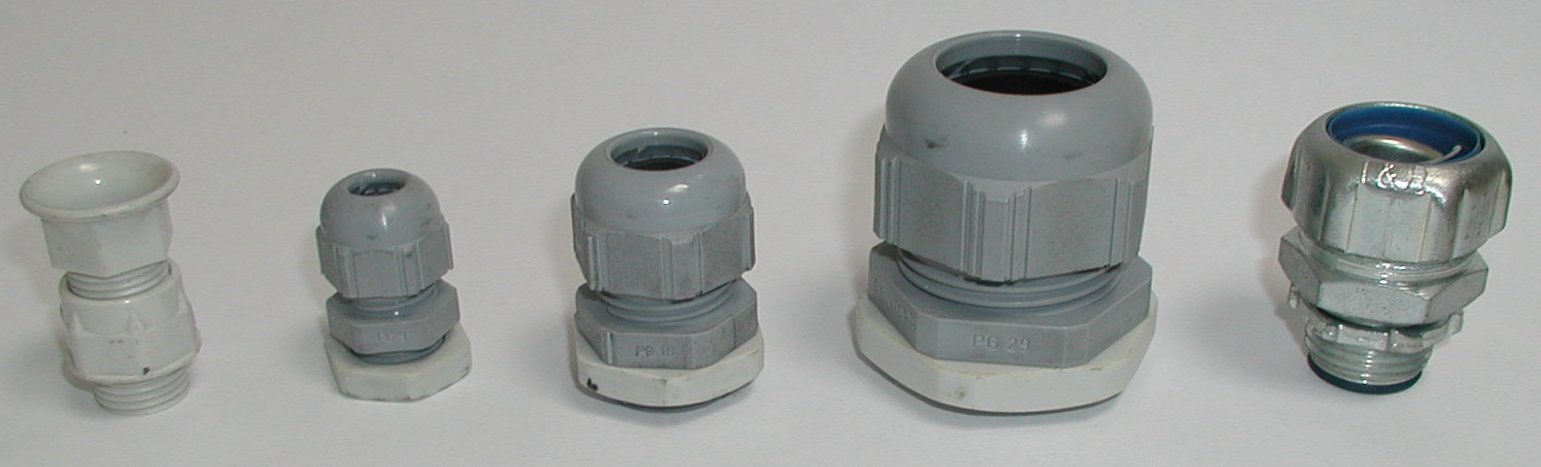

## Specifikace
Pancéřový závit je normalizován Německým úřadem pro normalizaci (Deutsches Institut für Normung e. V.), normou DIN 40430, kterou převzala ČSN 01 4035. V technické dokumentaci se značí Pg. Do ocelové trubky bývala vložena papírová trubka jako izolace. Podle vnitřního průměru této papírové trubky v milimetrech je odvozeno značení tohoto palcového závitu.
Poněvadž stěny ochranných elektrotechnických trubek jsou relativně slabé, bylo třeba použít závit s malou hloubkou drážky. Z tohoto důvodu byl u pancéřového závitu použit vrcholový úhel 80°. Pancéřový závit se liší též zaoblenými vrcholy tvořícího trojúhelníku. Původně byl závit navržen pro ocelové trubky a průchodky, které se ale později začaly vyrábět kvůli korozi ze slitin zinku a niklu a nověji i z plastů.
Počátkem roku 2000 byl formálně nahrazen normou EN 50262. Po přechodném období, po které mohl být u nových zařízení používán, byl pak nahrazen v roce 2003 normou EN 60423 jemným metrickým závitem se stoupáním 1,5 mm.
V současné době se kabelové vývodky s pancéřovým závitem používají u chemických reaktorů, bioreaktorů a dalších zařízení jako snímačů, elektrorozvodných krabic, zásuvek a vidlic.

## Rozměry
| PG závit podle DIN 40430 a ČSN 01 4035 | PG závit podle DIN 40430 a ČSN 01 4035 | PG závit podle DIN 40430 a ČSN 01 4035 | PG závit podle DIN 40430 a ČSN 01 4035 | PG závit podle DIN 40430 a ČSN 01 4035 | PG závit podle DIN 40430 a ČSN 01 4035 | Kabel            | Nově podle EN 60423 | Nově podle EN 60423 | Nově podle EN 60423 |
|                                        |                                        | závit - vrcholový úhel 80°             | závit - vrcholový úhel 80°             | závit - vrcholový úhel 80°             | závit - vrcholový úhel 80°             | Kabel            | Nově podle EN 60423 | Nově podle EN 60423 | Nově podle EN 60423 |
|                                        | šestihran                              | vnější Ø                               | vnitřní Ø                              | stoupání mm                            | počet závitů na 1 palec                | poloměr zaoblení | Ø                   | závit               | šestihran           |
| -------------------------------------- | -------------------------------------- | -------------------------------------- | -------------------------------------- | -------------------------------------- | -------------------------------------- | ---------------- | ------------------- | ------------------- | ------------------- |
| PG 7                                   | 15                                     | 12,5                                   | 11,28                                  | 1,27                                   | 20                                     | 0,14             | 3 až 6,5            | M12x1,5             | 15                  |
| PG 9                                   | 19                                     | 15,2                                   | 13,86                                  | 1,41                                   | 18                                     | 0,15             | 4 až 8              | M16x1,5             | 19                  |
| PG 11                                  | 22                                     | 18,6                                   | 17,26                                  | 1,41                                   | 18                                     | 0,15             | 5 až 10             | M20x1,5             | 24                  |
| PG 13.5                                | 24                                     | 20,4                                   | 19,06                                  | 1,41                                   | 18                                     | 0,15             | 6 až 12             |                     |                     |
| PG 16                                  | 27                                     | 22,5                                   | 21,16                                  | 1,41                                   | 18                                     | 0,15             | 10 až 14            | M25x1,5             | 30                  |
| PG 21                                  | 33                                     | 28,3                                   | 26,78                                  | 1,588                                  | 16                                     | 0,17             | 13 až 18            | M32x1,5             | 36                  |
| PG 29                                  | 42                                     | 37,0                                   | 35,48                                  | 1,588                                  | 16                                     | 0,17             | 18 až 25            |                     |                     |
| PG 36                                  | 53                                     | 47,0                                   | 45,48                                  | 1,588                                  | 16                                     | 0,17             |                     | M40x1,5             | 46                  |
| PG 42                                  | 60                                     | 54,0                                   | 52,48                                  | 1,588                                  | 16                                     | 0,17             |                     | M50x1,5             | 55                  |
| PG 48                                  | 65                                     | 59,3                                   | 57,78                                  | 1,588                                  | 16                                     | 0,17             |                     | M63x1,5             | 66                  |